# 张旺午
张旺午（1910年—1995年），男，河南泌阳人，中华人民共和国政治人物，曾任中共湖北省委常委，湖北省人大常委会副主任。